# Haematobia exigua
Haematobia exigua är en tvåvingeart som beskrevs av Meijere 1903. Haematobia exigua ingår i släktet Haematobia och familjen husflugor. Inga underarter finns listade i Catalogue of Life.